# フェンコン
フェンコン(Fenchone)は、天然に存在する有機化合物で、モノテルペン及びケトンに分類される。油状の透明な液体である。構造や匂いは、樟脳に似る。
アブサンやフェンネルの精油に含まれる。
食品や香水のフレーバーとして用いられる。